# Alfred Messenger
Alfred William Messenger (* 4. Dezember 1887 in Birmingham; † 1968 ebenda) war ein britischer Turner.

## Erfolge
Alfred Messenger nahm 1912 an den Olympischen Spielen in Stockholm teil und gehörte bei diesen zur britischen Turnriege im Mannschaftsmehrkampf. Dabei traten insgesamt fünf Mannschaften an, die aus 16 bis 40 Turnern bestanden und während des einstündigen Wettkampfs gleichzeitig antreten mussten. Bewertet wurden neben der Ausführung der Übungen an den Geräten auch das Verlassen und der Wechsel der Geräte sowie der Einmarsch zu Beginn. Am Ende wurden anhand eines Durchschnittswerts der einzelnen Nationen die Abschlussplatzierungen ermittelt. Neben den Briten traten auch Turnriegen aus Italien, Ungarn, dem Deutschen Reich und Luxemburg an. Mit 53,15 Punkten setzten sich die Italiener gegen ihre Konkurrenten durch. Die Ungarn erzielten indes 45,45 Punkte und belegten damit vor den drittplatzierten Briten mit 36,90 Punkten den zweiten Platz. Messenger gewann somit zusammen mit Albert Betts, William Cowhig, Sidney Cross, Harry Dickason, Herbert Drury, Bernard Franklin, Leonard Hanson, Samuel Hodgetts, Charles Luck, William MacKune, Ronald McLean, Henry Oberholzer, Edward Pepper, Edward Potts, Reginald Potts, George Ross, Charles Simmons, Arthur Southern, William Titt, Charles Vigurs, Samuel Walker und John Whitaker die Bronzemedaille.
Messenger wurde 1912 außerdem britischer Meister im Einzelmehrkampf. Dreimal stand er im Finale der Mannschaftsmeisterschaften, dem Adams Shield: 1912 und 1913 verlor er mit seiner Mannschaft gegen das Northampton Polytechnic Institute, 1914 gelang ihm und der Mannschaft schließlich der Titelgewinn.
Während des Ersten Weltkriegs diente Messenger als Corporal bei der Oxfordshire and Buckinghamshire Light Infantry der British Army.